# Peter Oosterhuis
Peter Arthur Oosterhuis (3 de maio de 1948 – 2 de maio de 2024) foi um golfista profissional inglês.
Oosterhuis nasceu em Londres e foi educado na Faculdade de Dulwich. Antes de se tornar profissional, representou a Grã-Bretanha na Copa Walker de 1967 e no Troféu Eisenhower, em 1968.

## Circuito Europeu (European Tour)
Jogou no Circuito Europeu nos primeiros anos de sua carreira profissional e conquistou quatro títulos consecutivos da Ordem do Mérito, de 1971 a 1974. Também foi o principal vencedor de prêmios em 1972 e 1974 (os dois não coincidem necessariamente naquela época, pois a Ordem do Mérito foi baseada no sistema de pontos).

## Circuito PGA (PGA Tour)
Peter então passou a competir no Circuito PGA com sede nos Estados Unidos, onde jogou em tempo integral de 1975 até 1986, vencendo o Aberto Canadense em 1981.  Ao todos, arrecadou vinte vitórias nos torneios internacionais. Foi vice-campeão no Aberto Britânico de golfe em 1974 e 1982, e em 1973 liderou o Masters após três etapas antes de terminar em terceiro. Também liderou o Aberto Britânico após a primeira etapa em 1975 antes de terminar empatado em sétimo, apenas três tacadas atrás do líder.

## Morte
Oosterhuis morreu em 2 de maio de 2024, aos 75 anos.